# 2. deild islandzka w piłce nożnej (1959)
Sezon 1959 był 5. sezonem drugiego poziomu ligowego piłki nożnej na Islandii. Pierwsze miejsce zdobył zespół ÍBA Akureyri, który zwyciężył grupę północną (Norðurriðill) oraz finałowy play-off.

## Drużyny
Po sezonie 1958 z ligi awansował zespół Þróttur Reykjavík, do udziału zgłosiły się natomiast zespoły Afturelding, Skarphéðinn Selfoss i ÍB Hafnarfjörður, wobec czego do sezonu 1959 przystąpiło osiem zespołów.
| Uczestnicy poprzedniej edycji                                                                                 | Uczestnicy poprzedniej edycji | Uczestnicy poprzedniej edycji | Uczestnicy poprzedniej edycji |
| --- | ----------------------------- | ----------------------------- | ----------------------------- |
| grupa północna                                                                                                |                               |                               |                               |
| ÍBI | ÍB Ísafjörður                 | 1                             |                               |
| ÍBA | ÍBA Akureyri                  | 2                             |                               |
| grupa południowa                                                                                              |                               |                               |                               |
| VÍR | Víkingur Reykjavík            | 2                             |                               |
| ÍBV | ÍB Vestmannaeyja              | 3                             |                               |
| REY | Reynir                        | 4                             |                               |
| Spadek z 1. deild                                                                                             |                               |                               |                               |
| ÍBH | ÍB Hafnarfjörður              | 6                             |                               |
| Dołączenie w sezonie 1959                                                                                     |                               |                               |                               |
| AFT | Afturelding                   |                               |                               |
| SKS | Skarphéðinn Selfoss           |                               |                               |
| Oznaczenia: - kolumna pierwsza – skróty nazw drużyn, - kolumna trzecia – miejsce zajęte w poprzednim sezonie. |                               |                               |                               |

## Tabela

### Grupa północna (Norðurriðill)
| Lp. | Drużyna       | M | Z | R | P | Bramki | Bramki | Różn. | Pkt | Uwagi    |
| --- | ------------- | - | - | - | - | ------ | ------ | ----- | --- | -------- |
| 1   | ÍBA Akureyri  | 1 | 1 | 0 | 0 | 3      | 2      | +1    | 2   | play-off |
| 2   | ÍB Ísafjörður | 1 | 0 | 0 | 1 | 2      | 3      | −1    | 0   |          |

### Grupa południowa 1 (Suðurriðill 1)
| Lp. | Drużyna            | M | Z | R | P | Bramki | Bramki | Różn. | Pkt | Uwagi    |
| --- | ------------------ | - | - | - | - | ------ | ------ | ----- | --- | -------- |
| 1   | ÍB Vestmannaeyja   | 1 | 1 | 0 | 0 | 6      | 2      | +4    | 2   | play-off |
| 2   | Víkingur Reykjavík | 1 | 0 | 0 | 1 | 2      | 6      | −4    | 0   |          |

### Grupa południowa 2 (Suðurriðill 2)
| Lp. | Drużyna             | M | Z | R | P | Bramki | Bramki | Różn. | Pkt | Uwagi            |
| --- | ------------------- | - | - | - | - | ------ | ------ | ----- | --- | ---------------- |
| 1   | Reynir              | 3 | 2 | 1 | 0 | 20     | 7      | +13   | 5   | baraż o play-off |
| 1   | ÍB Hafnarfjörður    | 3 | 2 | 1 | 0 | 20     | 3      | +17   | 5   | baraż o play-off |
| 3   | Afturelding         | 3 | 1 | 0 | 2 | 5      | 12     | −7    | 2   |                  |
| 4   | Skarphéðinn Selfoss | 3 | 0 | 0 | 3 | 3      | 26     | −23   | 0   |                  |

Dodatkowy mecz był konieczny, aby rozstrzygnąć, który z zespołów awansuje do fazy play-off.
|  | Reynir | 2:1 | ÍB Hafnarfjörður |  |
|  |        |     |                  |  |

## Play-off
Pierwszy mecz fazy play-off rozegrany został między zwycięzcami dwóch grup południowych, ÍB Vestmannaeyja i Reynir. Pierwszy z zespołów wygrał ten mecz i awansował do finału play-offów.
|  | ÍB Vestmannaeyja | 3:0 | Reynir |  |
|  |                  |     |        |  |

Mecz o awans do pierwszej klasy rozgrywkowej rozegrany został pomiędzy zwycięzcą grupy północnej, ÍBA Akureyri, oraz zwycięzcą play-offu pomiędzy zwycięzcami grup południowych, ÍB Vestmannaeyja. Mecz wygrał pierwszy z zespołów, uzyskując promocję.
|  | ÍBA Akureyri | 6:2 | ÍB Vestmannaeyja |  |
|  |              |     |                  |  |